# Sršeň asijská

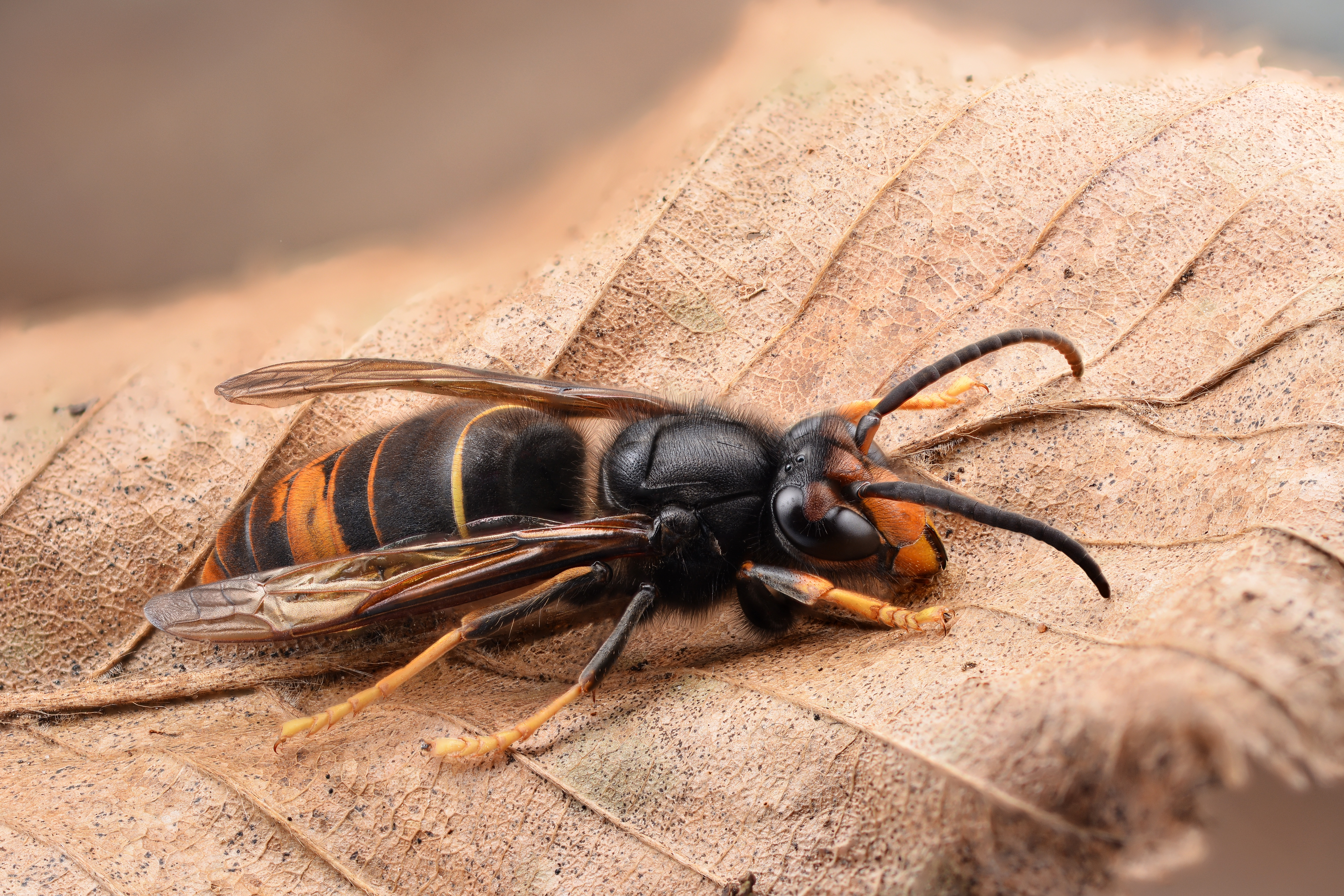
Samec sršně asijské

Sršeň asijská (též sršeň čínská; Vespa velutina) je jedovatý sociální blanokřídlý hmyz z čeledi sršňovitých. Je to spíše menší až středně velký druh, velikostí málokdy přesahuje 30 mm. Jde o útočnou a dravou sršeň, jíž za potravu slouží různé druhy hmyzu, především dvoukřídlí, blanokřídlí, rovnokřídlí a vážky. V mnoha místech svého výskytu loví ve velkém množství včely, kvůli čemuž je lidmi považována za závažného škůdce. Vytváří několik poddruhů respektive barevných variant, jež až do roku 2004 obývaly pouze některé části jižní, východní a jihovýchodní Asie. V roce 2004 byl poddruh V. v. nigrithorax zavlečen do francouzské Akvitánie, odkud se jako invazní druh rychle šíří do dalších oblastí. Z Francie se již dostal do Itálie, Belgie, Španělska, Portugalska, Německa, Velké Británie, Švýcarska, Lucemburska, Nizozemska, Maďarska a Česka (stav k roku 2023). Rovněž se invazně rozšířil na Korejský poloostrov (od roku 2003) a do Japonska (od roku 2015).

## Popis

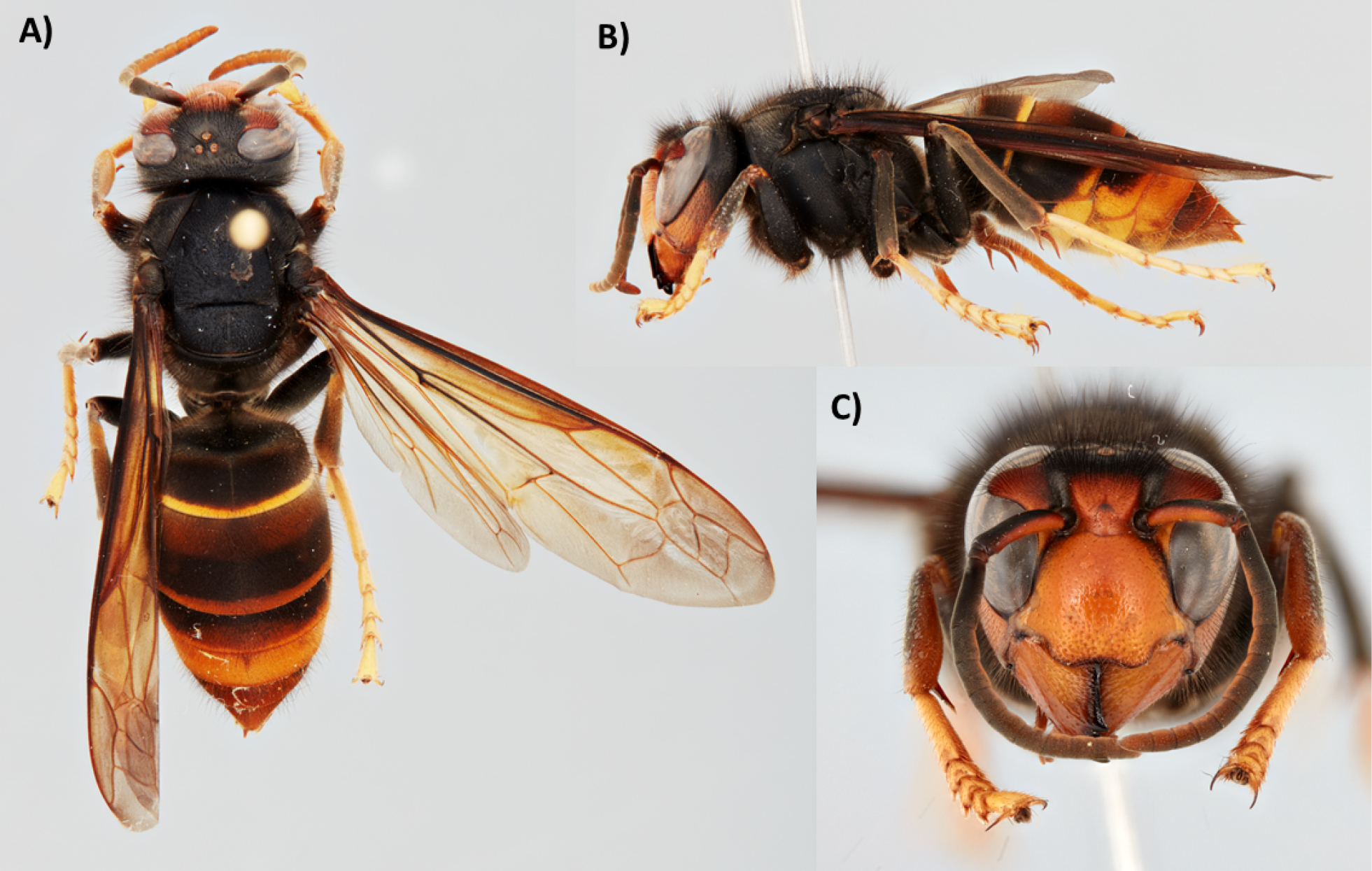
Pohled ze tří stran na v Hamburku odchycený exemplář

Zbarvení sršně asijské je velmi variabilní, záleží při tom na příslušném „poddruhu“, případně na regionální barevné variantě. U některých forem převládá ve zbarvení tmavě hnědá až černá (Vespa velutina „nigrithorax“), u jiných sytě žlutá, respektive žlutooranžová (Vespa velutina „divergens“), další mají poměr barev zhruba vyrovnaný (Vespa velutina „variana“). Schematický přehled podává mapa v infoboxu.

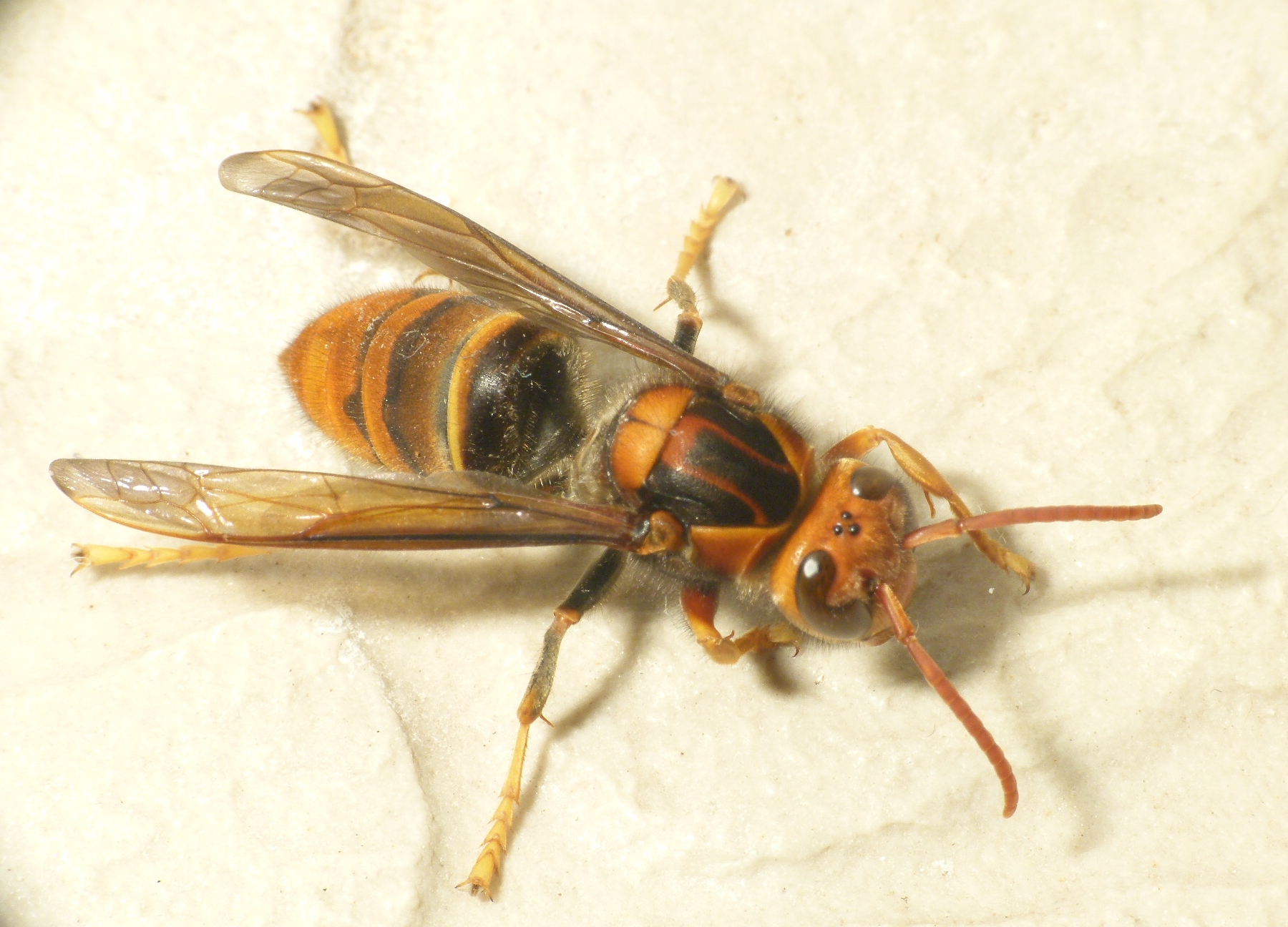
Sršeň asijská var. auraria (severní Indie)

Ve Francii se objevil tmavý poddruh či varianta „nigrithorax“ (doslova „černá hruď“). Hlavu, trup a zadeček tohoto poddruhu pokrývá zlatavé chmýří. Hlava je shora tmavohnědá, zpředu žlutá až oranžová. Hruď je tmavá. Třetí článek zadečku nese užší, čtvrtý naopak široký žlutooranžový pásek. Holeně jsou nápadně žluté a uvádí se jako typický rozlišovací znak. První generace dělnic je nejmenší a měří jen okolo 15 mm, další pak dosahují přibližně 20 mm, někdy i více. Královna může měřit až 32 mm a samci 18–23 mm. Sršeň asijská je tedy asi o 10 až 20 % menší než sršeň obecná, jejíž rozměry se pohybují od 18 do 35 mm.

## Biologie

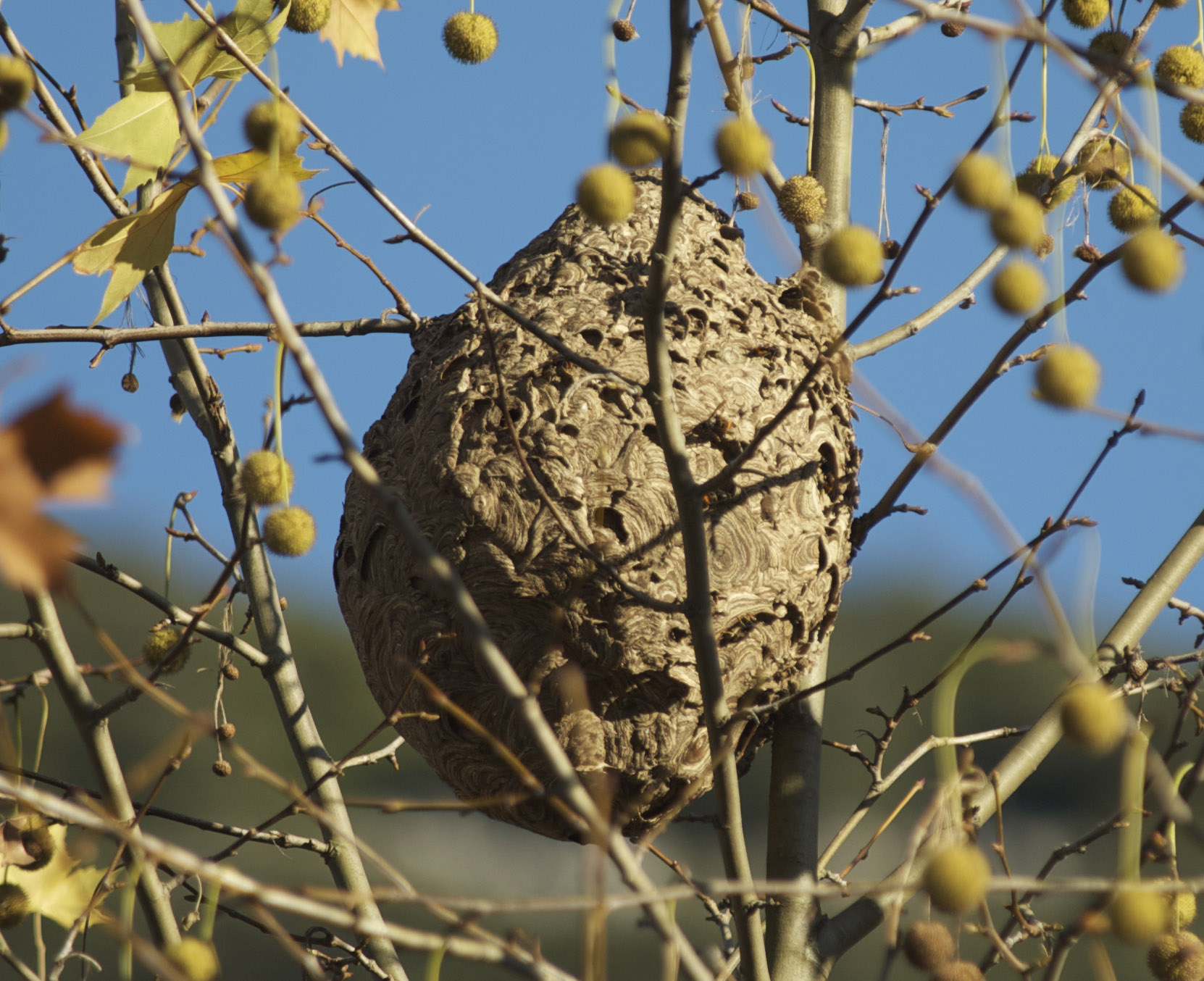
Hnízdo druhu Vespa velutina

Přezimují pouze oplodněné královny. Kolik z nich se z jednoho hnízda dožije jara, je zatím předmětem výzkumu. Na rozdíl od jiných příbuzných druhů nebuduje Vespa velutina jedno celosezónní hnízdo, ale nejdříve jakýsi provizorní útulek velikosti kopacího míče. Po vychování dostatečně početné populace vybuduje v koruně stromu druhé hnízdo o průměru 60–80 cm, někdy až 100 cm. První malé hnízdo zcela opustí. Materiálem obou obydlí je pro všechny druhy vos typická dřevitá papírovina. Pravděpodobně existuje nějaká souvislost mezi dvouetapovým hnízděním a monzunovým podnebím oblastí původního rozšíření. Hnízda si staví na stromech, na keřích, pod střechami budov a někdy i pod zemí.
Vespa velutina zakládá velmi početná společenství. Na Tchaj-wanu či v Hongkongu byla pozorována hnízda až o 20 tisících jedincích. V Evropě jsou běžná hnízda o 6 000 jedincích, což je podstatně více, než u hnízd sršní obecných. Životní cyklus hnízda trvá od dubna do listopadu.

### Potrava a její lov

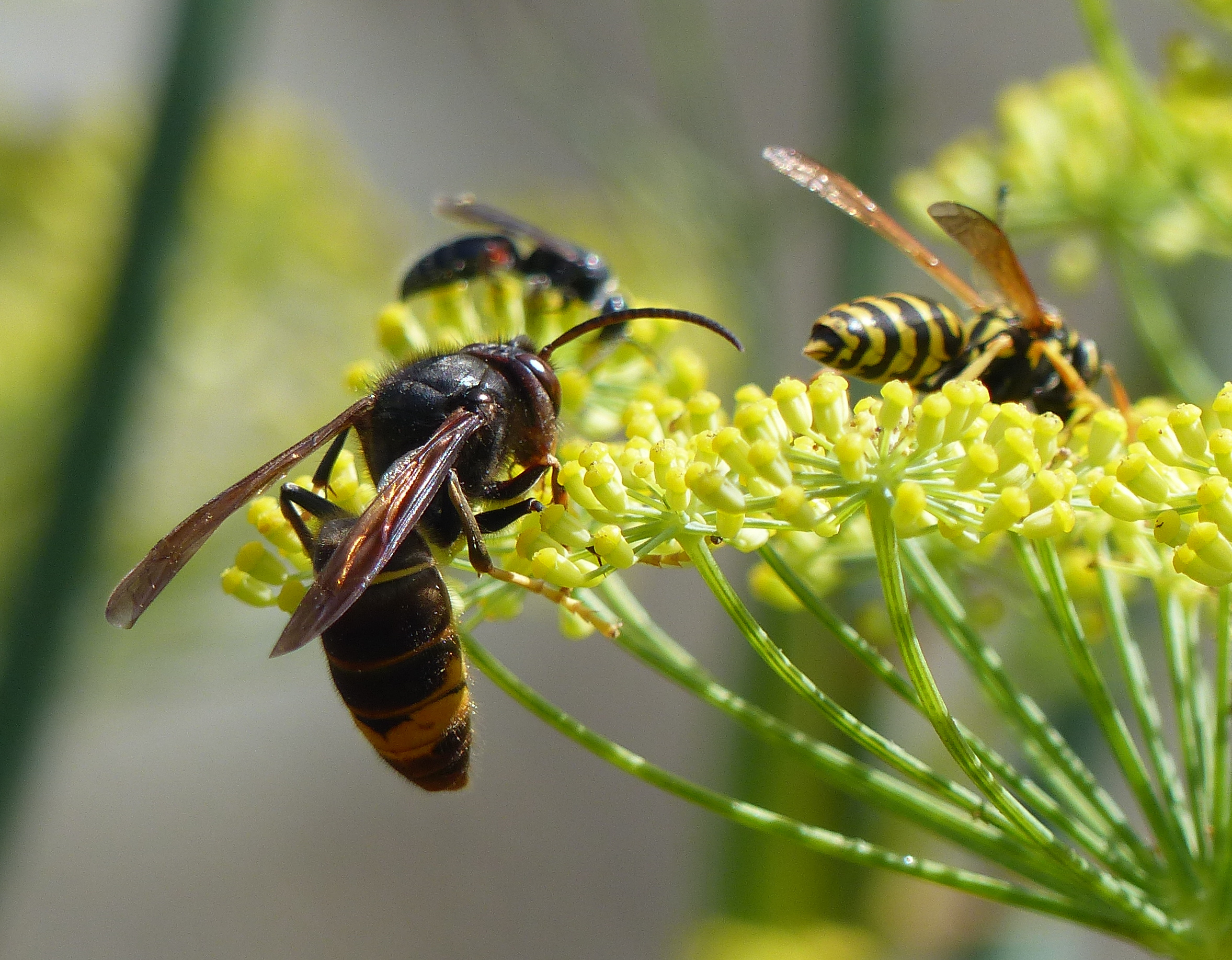
Sršeň asijská živící se nektarem (na květu jsou i dvě další vosy)

Dospělci se živí především sacharidovou stravou, tedy nektarem, mízou a ovocnými šťávami. Například ve Francii jsou jejich hlavními zdroji kamélie, břečťan a hroznové víno. Pro své larvy loví širokou škálu hmyzu a jiné malé členovce (řadí se mezi oportunistické predátory), ale konzumují též zdechliny a maso. Celkem bylo identifikováno nejméně 159 druhů kořisti, jež může ulovit. Tato sršeň patří mezi nejlepší letce a nejefektivnější predátory mezi všemi vosami čeledi Vespidae. Umí aplikovat rozličné strategie lovu. Někdy visí ve vzduchu na místě a pak náhle zaútočí na vyhlédnutou kořist. Jindy hlídkuje nad mršinami či jinými zbytky potravy a napadá shromážděné mouchy. V jiných případech vyčkává na nějakém strategickém (vyvýšeném) místě, například na vrcholku stromu, a pozoruje třeba roj vážek. Ve vhodný okamžik se spustí a prudkým výpadem zaútočí, přičemž prchající oběť dokáže velmi obratně pronásledovat.

#### Útoky na včely
Jako škůdci se sršně asijské projevují v plenění včelích úlů, jejichž osazenstvo zabíjejí v podstatně větším množství než sršeň obecná. Včely tvoří 1/3 až 2/3 podílu proteinů průměrného sršního hnízda. V městském prostředí je to asi 65 %, v lese a zemědělských oblastech 33 až 35 %. Evropské včely (Apis mellifera) se nedokážou, na rozdíl od včel asijských (Apis cerana), efektivně bránit. Včely asijské i evropské mají vyvinuto několik obranných strategií (propojený koberec, obalení a zadušení sršně aj.) a asijské včely je používají velmi efektivně. Obrana včel medonosných je naopak v podstatě neúčinná.
Sršně loví tak, že hlídkují u česna a napadají navracející se včelí dělnice. Uchopí je a zabíjejí je kusadly. Poté oddělí hlavu a zadeček a svým larvám podávají na proteiny bohatou hruď. Početnost útoků výrazně vzrůstá v srpnu a kulminuje na podzim. V té době napadají úly najednou v početných skupinách. Nepostupují při tom tak jako sršně mandarínské, které včely vybijí na místě a úl ovládnou, nýbrž včely uchvacují a odnášejí do své kolonie. Ve druhé půlce listopadu a v prosinci predace ustává. Zajímavé je, že na lovu včel se podílejí kromě sršních dělnic a královen i samci, kteří nemají žihadlo a jejich kusadla nejsou tak silná.
Ke včelím úlům je často přivede pachová stopa v podobě aromat z pylu, medu a některých včelích feromonů, například geraniolu.

### Predátoři, parazité, konkurenti

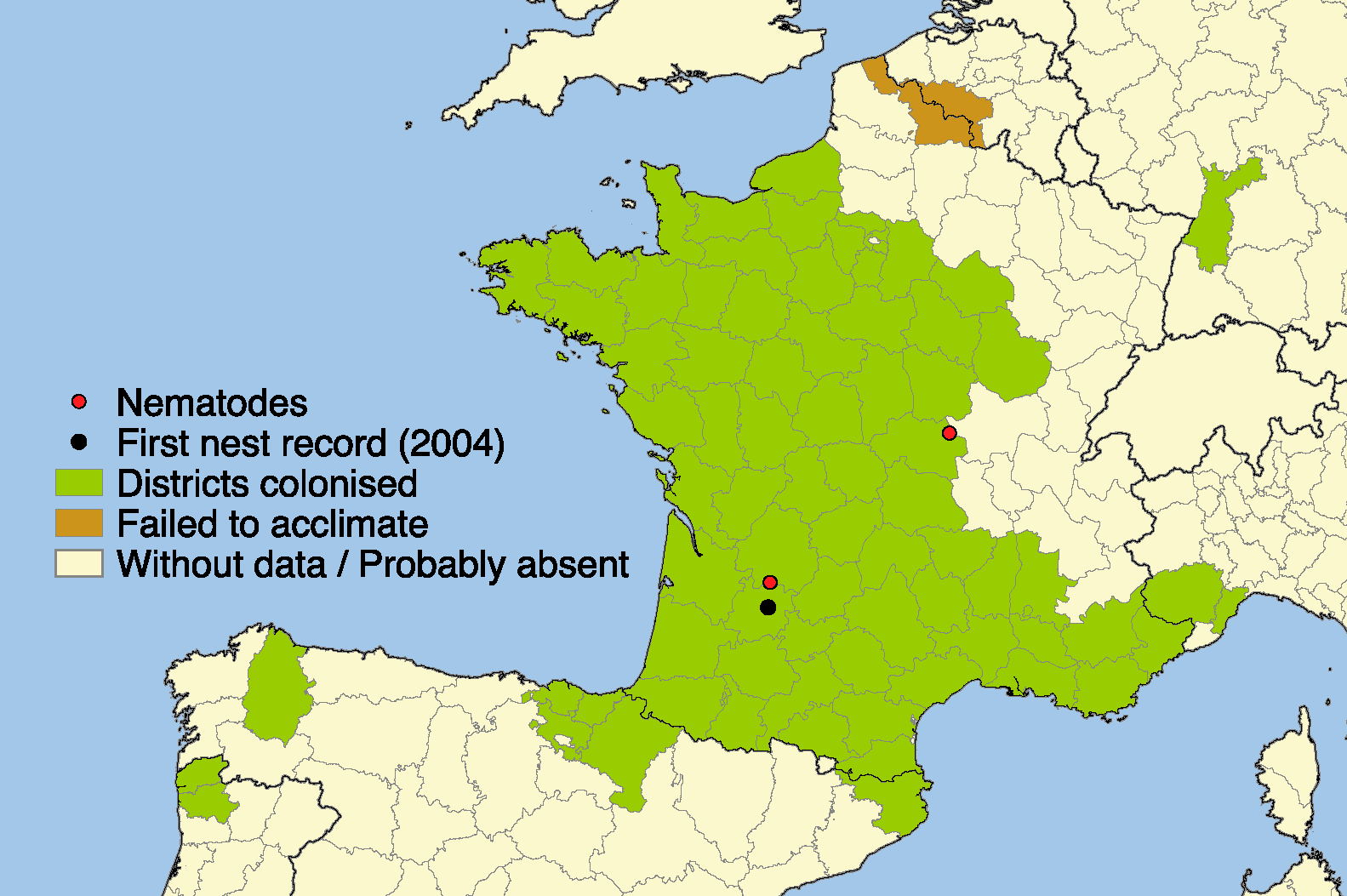
Šíření sršně asijské v Evropě, stav k roku 2015

Několik druhů živočichů se může živit sršni asijskými. Jedná se o včelojeda lesního, vlhu pestrou, sojku obecnou, straku obecnou, sýkoru koňadru, brhlíka lesního, slepice a jezevce. Příležitostně zabije sršeň asijskou i sršeň obecná. V Asii mohou jejich hnízda poplenit sršně mandarínské. Obecně ale nemá predace na početnost sršní zásadní vliv.
Mezi parazity se řadí očnatky druhu Conops vesicularis. Dospělé očnatky kladou vajíčka přímo do sršní a jejich larvy pak sršně vyžírají zevnitř. Dalším parazitem je hlístice Pheromermis vesparum. Sršně mohou zahubit i entomopatogenní houby Beauveria bassiana a Metarhizium anisopliae.
Studie z Koreje ukazuje, že většina zde původních sršní, konkrétně tedy sršeň mandarínská, sršeň obecná, Vespa analis a Vespa dybowskii, je agresivnější a v případných soubojích o potravu sršeň asijskou obvykle poráží. Jedinou výjimkou je sršeň žlutavá, nad níž má invazní konkurentka převahu. To může mít vliv i na rychlost šíření sršně asijské, která je v Koreji podstatně pomalejší (cca 10 až 20 km/rok) než v Evropě, kde jí konkuruje pouze jedna původní sršeň.

## Invaze
Původní domovinou sršně asijské je jihovýchodní Asie. V roce 2004 bylo nechtěně dopraveno obsazené hnízdo tohoto druhu v kontejneru s čínskými bonsajemi (někdy se udává s keramikou) do francouzského Bordeaux. Od té doby podle údajů sdružení francouzských včelařů UNAF se areál výskytu vetřelce každoročně posune až o 100 km všemi směry (průměrně však o 60 až 80 km). V Evropě se dostala již na Britské ostrovy, do Itálie, na Pyrenejský poloostrov, do Belgie a do Německa – nejseverněji jsou dokumentováni z Hamburku. Od roku 2016 je sršeň asijská na Seznamu invazních nepůvodních druhů s významným dopadem na Unii. V Česku se několik let spekulovalo o tom, kdy a odkud sem dorazí, první výskyt byl nakonec potvrzen 5. října roku 2023 v Plzni. Druhé hnízdo bylo nalezeno 30. července 2024 v malé vsi u Opavy.
Výskyt a šíření sršně se negativně projevuje na turistickém ruchu dotčených oblastí a významné hospodářské škody zaznamenává včelařství. Sršně jsou schopné vyhladit asi 5 až 7,5 % hnízd a dalších 16 až 30 % oslabit. Jde nicméně jen o orientační čísla, skutečnost se může výrazně lišit dle místních podmínek.
Člověka v blízkosti hnízda zuřivě napadá a zatímco evropská sršeň obecná zhruba po 20 m v pronásledování ustává, Vespa velutina v útoku většinou pokračuje, dokud vetřelce nedostihne. Tato agresivita je známá především z Asie, v Evropě se sršeň chová vůči lidem výrazně méně útočně. V letech 2004 až 2014 byla v Evropě zaznamenána jen tři úmrtí v důsledku útoku sršně asijské.

### Výskyt v České republice
První výskyt v Česku byl zaznamenán 5. října 2023. První hnízdo v Česku pak bylo objeveno a sneseno hasiči 9. října z koruny akátu nedaleko Domažlické ulice v Předních Skvrňanech na okraji Plzně. Uvnitř hnízda, které zkoumají pracovníci Západočeského muzea, objevili přírodovědci mimo jiné také několik mladých královen.

### Kontrola šíření
Hlavní metodou, i když zatím ne příliš účinnou, jak s tímto druhem bojovat, je likvidace hnízd. Důležité je provést likvidaci předtím, než kolonie vyprodukuje pohlavní jedince, což se obvykle děje začátkem září. Další možností je chytání sršní na návnady v blízkosti včelích úlů. Zvažuje se i použití biologických metod, například rozšíření predátorů a parazitů, nicméně tento druh snížení populace se zatím nepoužívá, neboť není znám efektivní způsob praktického využití.

## Jed
Bodnutí sršní asijských je velmi bolestivé. Jejich jed je směsicí látek s nízkou, střední i vysokou molekulární hmotností. Obsahuje zejména peptidy a proteiny s enzymatickou funkcí. Peptidy jsou podobné melitinu ze včelího jedu a podílejí se zejména na uvolňování histaminu z mastocytů. Proteiny tvoří především trojice verutoxinů.